# 익산 숭림사 정혜원
숭림사 정혜원(崇林寺 定慧院)은 전북특별자치도 익산시 웅포면 송천리에 있다. 2017년 12월 29일 익산시의 향토유적 제18호로 지정되었다.

## 지정 사유
익산지역 대표 전통사찰인 숭림사는 우리나라 조선 후기 불교 건축 연구에 중요 자료인 보광전(보물 제825호)이 소재해 있다.
정혜원은 17세기 사찰 내 요사채의 특징을 잘 보여주고 있다.

## 같이 보기
- 익산 숭림사 보광전 - 보물 제825호